# 八杞仙
八杞仙，是臺灣南投縣中寮鄉的一個傳統地域名稱，位於該鄉中部偏南。相較於今日行政區，其範圍大致與八仙村相近。

## 歷史
台灣清治末期至日治初期，八杞仙地區為一街庄，稱為「八杞仙庄」，隸屬於南投堡。該庄西北及東北與鄉親藔庄為鄰，東南邊及西南邊為後藔庄。
1901年（日治明治三十四年）11月，全台廢縣廳改設二十廳，該庄隸屬於南投廳。1903年（明治三十六年）6月，該庄編入「八杞仙區」，隸屬於南投廳。1909年（明治四十二年）10月，合併二十廳為十二廳，八杞仙區仍隸屬於南投廳。1920年（大正九年），全台地方制度大改正，廢十二廳改設五州二廳，該庄改制為「八杞仙」大字，隸屬於臺中州南投郡中寮庄。
戰後中寮庄改制為中寮鄉，隸屬於臺中縣，大字亦改制為村。1950年10月，中、彰、投分治，中寮鄉改隸屬南投縣。

## 聚落
本地區發展較早的聚落有八杞仙、馬鞍嶺（馬鞍崙）、刣鹿坑等，在日治期初期的官方地圖上已有記載。

## 交通
縣道139號（永平路）是彰化至鹿谷初鄉的道路，大致以西微北—東微南轉北北西—南南東走向經過八杞仙地區西北部凸出部分的西南端。由該道路向西微北可前往中寮市區（位於鄉親寮）、南投、芬園與員林／大村／花壇交界地帶、花壇與彰化交界地帶、彰化市區並止於省道台1線路口；向南南東可前往集集、鹿谷並止於縣道151號路口。
鄉道投26線（永樂路）是鄉親寮至大坑的道路，其西南側端點位於本地區西北部凸出部分西南端的縣道139號路口。由此向北北東轉東北再轉東南東再轉東北東蜿蜒而行，出境後可前往鄉親寮中部偏北並止於炭寮聚落南側的平林溪炭寮一號橋。